# Лосев, Иван Николаевич
Иван Николаевич Лосев (12 [24] февраля 1881 — 23 мая 1945) — полковник царской армии, генерал-майор Белого движения.

## Биография

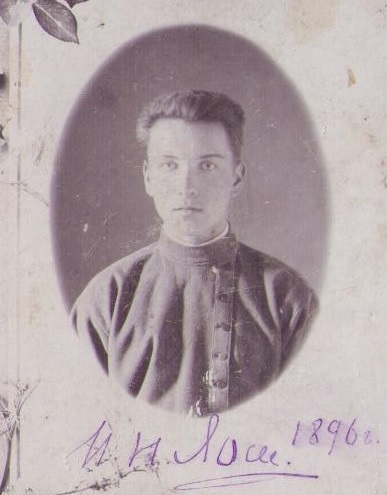
В 15 лет

Родился в семье оренбургского казака станицы Наследницкой 2-го военного отдела Оренбургского Казачьего Войска Николая Лукьяновича Лосева и его второй жены Александры Константиновны. Двоюродный брат Лосева Петра Михайловича.
Общее образование домашнее. Окончил Оренбургское Казачье Юнкерское Училище по 1 разряду (1900).
На службе нижним чином с 01.09.1898, хорунжим с 16.08.1900 со старшинством с 09.08.1900, сотником с 31.05.1905 со старшинством с 16.08.1904, подъесаулом с 06.05.1909 со старшинством с 09.08.1908. Участвовал в сражениях Русско-японской войны, ранен в бою под гор. Мукденом.
Служил офицером в 1-м Оренбургском казачьем полку (1903—1905 и 1912—1917), с 28.02.1915 командир 4-й сотни полка. Войсковой старшина с 06.12.1815.
Участник Первой мировой войны. Командир Оренбургского 1-го казачьего полка (01.07.1917 — март 1919 гг.).
Орден Св. Георгия IV-й степени получен за храбрость и мужество, проявленные им 27 апреля 1915 года в бою у с. Ржавенцы, когда по собственной инициативе, атаковал неприятельский редут, усиленной профили, с блиндажами и с тремя рядами проволочных заграждений, рукопашным боем опрокинув гарнизон редута, занял его (Высочайший приказ 27.11.1915).
В 1918 году был председателем сельсовета, за что «во время Колчаковщины отбыл трехмесячное тюремное наказание».

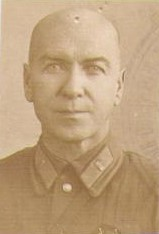

В Гражданскую войну начальник 2-й Оренбургской казачьей дивизии.
В 1920-23 годах служил в Красной Армии: участвовал в борьбе против банд Антонова и в боевых действиях против басмачей в Средней Азии (г. Фергана). За боевые заслуги был награждён Орденом Красного Знамени (комполка 2-й кав. Отдельной Тамбовской кавбригады. Год награждения: 1923; Приказ РВСР № 80).
В конце 1923 года вернулся в поселок Наследницкий. До октября 1924 года работал в Троицком уездном отделе народного образования инспектором трудовых школ 3-го ранга, затем в Наследницком сельсовете в должности зам. председателя.
C 1928 году служит зам. начальника конного резерва милиции в г. Свердловске, позднее — в управлении МВД. С 1936 года на пенсии по состоянию здоровья.
Умер 23 мая 1945 года. Похоронен на Ивановском кладбище города Свердловска.

## Семья
Жена Лосева Александра Степановна (19.11.1889 — 21.04.1986) — дочь офицера Оренбургского казачьего войска.
Дети: Борис (1912), Павел (1913), Вера (1914), Мария (1917).

## Награды

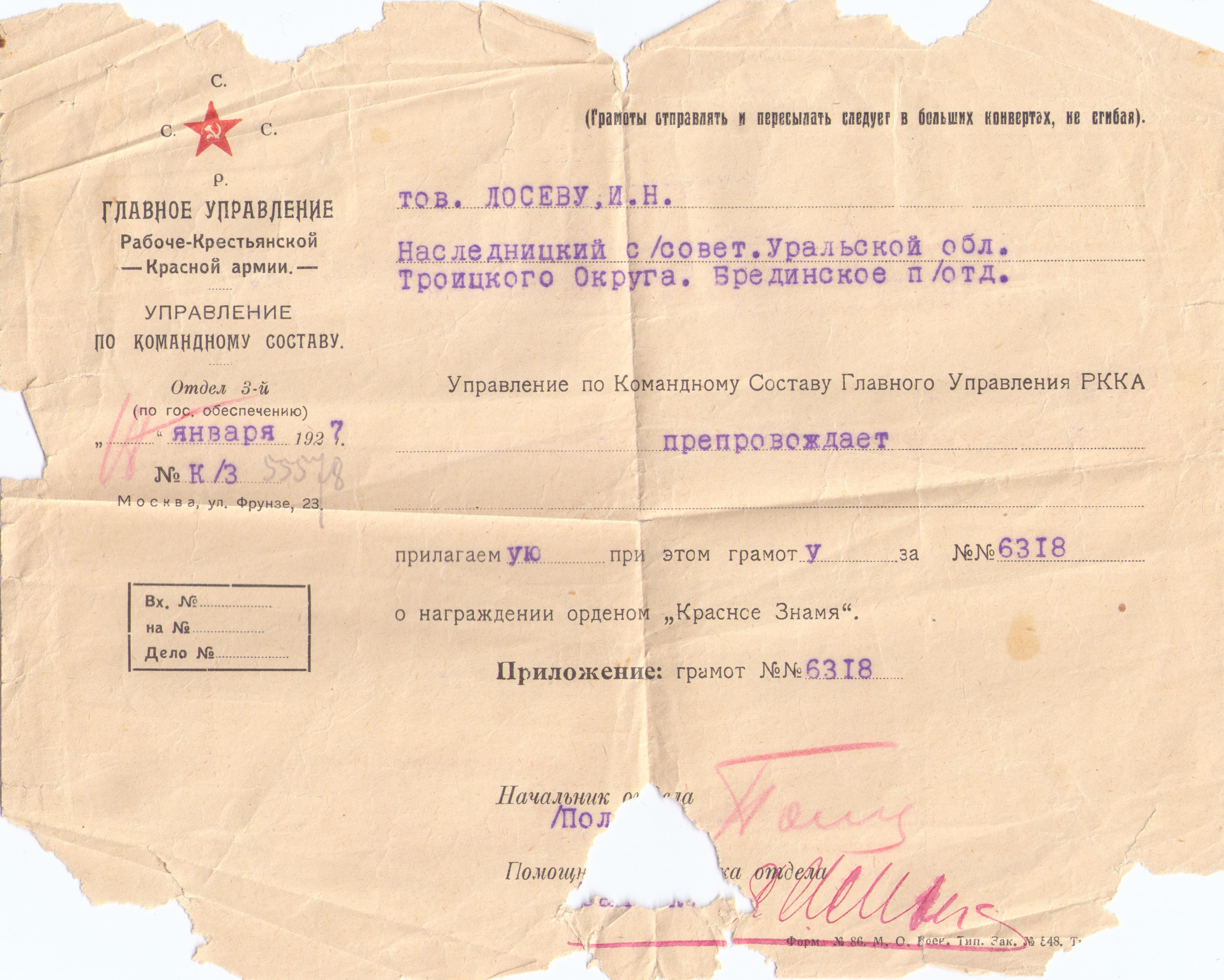

- Орден Святого Станислава III-й степени с мечами и бантом (1905)
- Орден Святого Станислава II-й степени с мечами (1904)
- Орден Святой Анны IV-й ст. с надписью «За храбрость» (1904)
- Орден Святой Анны III-й степени с мечами и бантом (1905)
- Орден Святой Анны II-й ст. (1914), мечи (1916)
- Орден Святого Владимира IV-й степени с мечами и бантом (1915)
- Орден Святого Георгия 4-й степени (1915)
- Орден Красного Знамени (1923)